# Hytrosaviridae
Die Hytrosaviridae  (Hytrosaviren, englisch salivary gland hypertrophy viruses, SGHVs) sind eine Familie von doppelsträngiger DNA-Viren, die Insekten infizieren.
Der Name leitet sich ab von Hytrosa, einer Abkürzung aus  griechisch Hypertrophia für Hypertrophie, und Sialoadenitis für Speicheldrüsenentzündung.
Die Familie ist Mitglied der 2021 neu geschaffenen Ordnung Lefavirales in der ebenfalls neuen Klasse Naldaviricetes.
Diese Taxonomie löst provisorische Bezeichnungen ab wie beispielsweise „Baculo-like viruses“.

## Beschreibung

### Aufbau
Die Virionen von Mitgliedern dieser Familie sind nicht verschlossen, umhüllt und stabförmig bei einer Länge von 500–1000 nm und einem Durchmesser von 50–80 nm.
Sie enthalten ein dünnes, dichtes zentrales Nukleokapsid, das den DNA-Proteinkern einhüllt.
Der Nukleokapsidkern ist von einer amorphen Proteinschicht (Tegument) umgeben.
Die äußere Oberfläche der Virionen ist mit einer spiralförmigen Strukturen besetzt, die aus viral (vom Virusgenom) kodierten Proteindimeren besteht. diese stammen von den Wirten ab (Horizontaler Gentransfer).
Die Virionen enthalten mindestens 35 Polypeptide mit einer Größe von 10 bis 200 Kilodalton.

### Genom
Das Genom ist ein zirkuläres (kreisförmiges) Doppelstrang-DNA-Molekül (dsDNA), „supercoiled“ (gewickelt) und mit einer Größe von 120 bis 190 Kilobasen. Es hat vermutlich 108–174 nicht überlappende Gene, die in unidirektionalen Clustern gleichmäßig über das Genom verteilt sind.
Der GC-Gehalt variiert zwischen 28 % und 44 %.

### Wirte und Krankheitsbild
Die von Spezies in dieser Familie verursachten Symptome sind in der Hauptsache eine offene Hypertrophie der Speicheldrüse bei adulten Diptera.
Daneben schließen Infektion und Replikation in Nicht-Speicheldrüsenzellen bei Tsetsefliegen eine teilweise und bei Stubenfliegen eine vollständige Unterbrechung der Vitellogenese (Dotterbildung) ein.

### Vermehrungszyklus
Die Replikation erfolgt im Zellkern der sekretorischen Epithelzellen der Speicheldrüse. Die virale DNA-Synthese und -Transkription findet innerhalb der Zellkerns statt. Die Nucleocapside verlassen den Zellkern in das Zytoplasma durch die Kernporen und lagern sich anschließend an den Golgi-Apparat an. So werden sie im Zytoplasma mit einer Hülle versehen und zu kompletten  Virionen zusammengebaut (assembliert).

### Übertragung
Die Übertragung erfolgt entweder „horizontal“ durch Nahrungsaufnahme oder „vertikal“ von der Mutter auf die Nachkommen.
Bei Stubenfliegen wurde auch eine mechanische Übertragung (durch Wunden in der Cuticula) vorgeschlagen.

## Systematik
In der Familie Hytrosaviridae (Hytrosaviren, englisch salivary gland hypertrophy viruses, SGHVs) gibt es (mit Stand Mai 2024) vom International Committee on Taxonomy of Viruses (ICTV) bestätigt zwei Gattungen mit jeweils einer Spezies:
- Gattung Glossinavirus[15]
  - Spezies Glossinavirus glopallidipedis (früher Glossina hytrovirus) mit 
    - Glossina pallidipes salivary gland hypertrophy virus (GpSGHV), Wirt: Tsetsefliege[16][5]

- Gattung Muscavirus[17]
  - Spezies Muscavirus musdomesticae (früher Musca hytrovirus) mit
    - Musca domestica salivary gland hypertrophy virus (MdSGHV), Wirt: Stubenfliege[18]

  - Spezies „Drosophila-associated salivary gland hypertrophy virus“ (Vorschlag, gem. Taxonomie des NCBI)

- nicht klassifizierte oder vorgeschlagene Spezies ohne Gattungszuweisung:
  - Spezies „Drosophila suzukii associated hytrosavirus 1“ (Vorschlag, gem. Taxonomie des NCBI)
  - Spezies „Merodon equestris hytrosavirus“ (MeSGHV)[19]
- weitere mögliche Vertreter

Morphologisch und bzgl. der Symptome ähnliche Viren wie die SGHVs verursachen SGH-Symptome in den Filamenten der männlichen Nebendrüsen der solitären Braconid-Wespe Diachasmimorpha longicuadata (Hymenoptera, Braconidae), was auf die Existenz weiterer Familienmitglieder der Hytrosaviridae hindeutet.

### Äußere Systematik
Strukturell ähneln die Hytrosaviren Mitgliedern anderer Arthropoden-infizierender Virusfamilien wie Baculoviridae, Nudiviridae und Nimaviridae (alle in der Klasse Naldaviricetes). Hytrosaviren teilen 12 der 38 Kerngene (englisch core genes), die bei Baculoviren, Nudiviren, Nimaviren und einigen Bracoviren (Gattung Bracovirus, gegenwärtig – Stand März 2019 – noch klassifiziert in der vermutlich polyphyletischen Familie Polydnaviridae) beschrieben wurden. Einige der strukturellen und genomischen Merkmale, die Hytrosaviren und andere große dsDNA-Viren gemeinsam haben, umfassen:
- umhüllte, stäbchenförmige Virionen
- zirkuläres dsDNA-Genom
- Replikation im Zellkern infizierter Zellen

Hytrosaviren unterscheiden sich jedoch funktional von Baculoviren durch das Fehlen von Okklusionskörpern und eine geringere Letalität.
Die kodierte virale (viruseigene) DNA-Polymerase ist vom Typ B, der in allen großen dsDNA-Viren vorhanden und konserviert ist.
Auf Aminosäureebene ist die beste Übereinstimmung des DNA-PolB von Hytrosaviren mit dem im Alcelaphine gammaherpesvirus 1
(Alcelaphine herpesvirus) gefundenen DNA-PolB.
Basierend auf dem DNA-polB-Gen sind Hytrosaviren im Vergleich zu anderen Viren mit zirkulärem dsDNA-Genom enger mit Wirbellosen-Viren mit großer linearer dsDNA verwandt.
Einige der linearen dsDNA-Viren mit Ähnlichkeiten zu den Hytrosaviren, umfassen Mitglieder der folgenden Familien (in Klammern die Größe des übereinstimmenden Genom-Teils):
- Herpesviridae (120–240 kp)[26]
- Iridoviridae (140–303 bp)[27]
- Poxviridae (130–375 kb)[28]
- Phycodnaviridae (100–560 kb)[29]
- Mimiviridae (1200 kb)[30]

Hytrosaviren kodieren Homologe zu den in anderen dsDNA-Viren gefundenen hochkonservierten PIF-Genen (PIF: oral infectivity factor, hier die PIFs o/P74, 1,2 and 3)
PIF: (PIF o / P74, 1,2 und 3)
In Hytrosaviren finden sich auch Homologe zu einigen der in Baculoviren und Nudiviren vorkommenden Untereinheiten des DNA-abhängigen RNA-Polymerase-Komplexes (DdRp). Die in den Hytrosaviren vorhandenen DdRp-Komplexkomponenten umfassen die late expression factors 4, 5, 8 und 9 (LEF-4, LEF-5, LEF-8 und LEF-9).

## Details und Wirtsspektrum

### Glossina hytrovirus
Die Tsetsefliege Glossina pallidipes ist der natürliche Wirt der Virusspezies Glossinavirus glopallidipedis (früher Glossina hytrovirus) mit dem Glossina pallidipes salivary gland hypertrophy virus (GpSGHV). Dieses Virus verursacht vorwiegend chronische asymptomatische (symptomlos verdeckte) Speicheldrüsenhypertophie-Infektionen (SGH-Infektionen). GpSGHV ist hochspezifisch für Glossina-Arten. Es gibt keine verfügbaren Hinweise auf GpSGHV-Infektionen oder Replikationen bei anderen (heterologen) Wirtsspezies wie beispielsweise der Stubenfliege. Die Anfälligkeit des Tsetsefliege für GpSGHV-Infektionen ist bei verschiedenen Glossina-Arten sehr unterschiedlich, wobei Glossina pallidipes am anfälligsten ist. In der Wildpopulation von Tsetsefliegen in Ost-, Mittel- und Westafrika wurde von bis zu 15 verschiedene GpSGHV-Haplotypen mit unterschiedlicher Prävalenz berichtet.
Die Prävalenz (Krankheitshäufigkeit) dieses Virus ist bei Glossina pallidipes hoch (80 %).

### Musca hytrovirus
Die Gemeine Stubenfliege (Musca domestica) ist der natürliche Wirt der Virusspezies Muscavirus musdomesticae (früher Musca hytrovirus) mit dem Musca domestica salivary gland hypertrophy virus (MdSGHV).
Das Virus verursacht bei dem Wirt nur akute symptomatische (offene) SGH-Infektionen.
Innerhalb der Stubenfliegenpopulationen induziert MdSGHV Raten offener SGH-Symptome zwischen 0 und 40 %. Diese hohe Variabilität ist bedingt durch die unterschiedliche saisonalen Dichte der Fliegenpopulationen an den verschiedenen Probenahmestellen.
Unter Laborbedingungen kann MdSGHV auch andere Insekten infizieren, einschließlich:
- Musca autumnalis (Herbstfliege oder Herbststubenfliege)
- Stomoxys calcitrans (Wadenstecher, auch Wadenbeißer, Gemeine Stechfliege oder Brennfliege genannt)
- Hydrotaea aenescens (englisch black dump fly, black garbage fly, Larvenjäger der Stubenfliege)

MdSGHV induziert bei anderen Wirten als der Stubenfliege jedoch keine offen zutage tretende SGH-Symptome, es beeinflusst jedoch erheblich die Entwicklung der Eierstöcke und kann bei einigen Muscidae auch zum Tod führen, wie beim Wadenstecher (Stomoxys calcitrans) und der Kippenfliege (Hydrotaea aenescens).

### „Merodon equestris hytrosavirus“
Dieses vorgeschlagene Mitglied der Hytrosaviridae infiziert die Große Narzissenfliege (Merodon equestris), eine Schwebfliege, verwandt mit der Zwiebel-Schwebfliege (Merodon trochantericus). Eine genauere Charakterisierung steht noch aus.

## Krankheitsbild und Gewebeaffinität
Alle Hytrosaviren (SGHVs) bewirken ein grob gesehen ähnliches Krankheitsbild (SGH-Symptome) in den Speicheldrüsen ihrer jeweiligen adulten Insektenwirte (nur auf zellulärer Ebene gibt es zwischen den beiden bekannten Gattungen Glossinavirus und Muscavirus Unterschiede). Beide Paare des Speicheldrüsengewebes sind gleichermaßen betroffen und bis zum Vierfachen ihrer normalen Größe geschwollen, wobei sich die Vergrößerung über die gesamte Länge der distalen Bereiche der Speicheldrüsen erstreckt. Infektionen von anderen Geweben als den Speicheldrüsen gehen mit verschiedenen Pathologien einher, wie z. B. Reproduktionsstörungen, Unfruchtbarkeit bei Weibchen und ein gestörtes Paarungsverhalten.

### Krankheitsverlauf in den Speicheldrüsen
GpSGHV verursacht bei den infizierten Tsetsefliegen eine Speicheldrüsenhyperplasie, d. h. nur das zytoplasmatische, nicht aber das Kernkompartiment der Drüsen ist vergrößert.
Die infizierten Speicheldrüsenzellen können sich jedoch teilen.
Es wird angenommen, dass diese Pathologie auf die virusinduzierte Reprogrammierung der ausdifferenzierten Speicheldrüsenzellen zurückzuführen ist.
Insgesamt ist das Auftreten offenkundiger SGH-Symptome eher die Ausnahme als die Regel.
Nur unter einigen unbekannten Bedingungen geht der asymptomatische (symptomfreie) Infektionszustand in einen symptomatischen Infektionszustand (mit den Symptomen) über.
Wenn GpSGHV in adulte Stadien der Tsetsefliege künstlich eingeimpft wird, entwickeln sich bei den Nachkommen der ersten Generation (F1-Nachkommen) der injizierten Muttertiere offensichtliche SGH-Symptome, nicht jedoch bei den Eltern selbst.
MdSGHV induziert eine Speicheldrüsenhypertrophie in der Stubenfliege, d. h. sowohl das zytoplasmatische als auch das Kernkompartiment des Speicheldrüsengewebes vergrößern sich, und die infizierten Zellen können sich nicht mehr teilen. Wenn MdSGHV-Suspensionen in adulten Stubenfliegen künstlich injiziert werden, bewirkt das Virus bei 100 % der infizierten Fliegen innerhalb von drei Tagen nach der Infektion offensichtliche SGH-Symptome.
Erwachsene Stubenfliegen entwickeln mit zunehmendem Alter eine erhöhte Resistenz gegen MdSGHV-Infektionen.

### Krankheitsverlauf in anderen Geweben
Infektionen anderer Gewebeteile der Tsetsefliegen durch GpSGHV sind mit Hodendegeneration, Ovarienanomalien, schwere Nekrose und einer Verschlechterung der Entwicklung, des Überlebens und der Fruchtbarkeit der Fliege verbunden.
Infektionen der Milchdrüsen verursachen Nekrose und Erschöpfung der Milchreservoirorganellen.
In der Stubenfliege blockiert MdSGHV in anderen Gewebeteilen die Produktion von Sesquiterpenoiden, was wiederum zum vollständigen Zusammenbruch der Vitellogenese (Eidotterbildung) führt.

### Viruslatenzzeit
Der symptomlose GpSGHV-Infektionszustand bedeutet entweder, dass die Viren dauerhaft vorhanden sind ohne zu einer Erkrankung zu führen (subletale Persistenz), oder dass das Virus „schläft“ (sich versteckt hält, Viruslatenz).
RNA-Interferenz (RNAi) des Wirts als auch kleinen interferierende RNA (englisch small interfering RNA, siRNA) und Mikro-RNA (miRNA) können offenbar eine GpSGHV-Infektionen unter Kontrolle halten.

## Diagnose von und Umgang mit Hytrosavirus-Infektionen
Bei der Massenaufzucht von Tsetsefliegen, zum Beispiel für die Sterile-Insekten-Technik, führen Infektionen mit Hytrosaviren zu einer Verringerung der Kolonieproduktivität, was zum Kollaps der Kolonien führen kann.
Das Virus wird unabsichtlich aus symptomfreien, vor Ort gesammelten Tieren oder aus bereits vorhandenen Kolonien in die Massenaufzuchtanlagen eingeschleust, wenn neue Kolonien zu errichtet oder vorhandene Kolonien aufgefüllt werden sollen.
Das Virus wird danach in den Kolonien durch vertikale Übertragung (von Eltern auf die Nachkommen) verbreitet.
Verschiedene Faktoren (z. B. Stress oder genetische Faktoren, oft aber unbekannt) können die Expression von offenen SGH-Symptomen auslösen, und entweder zum Tod der Fliegen führen, oder zumindest die Fruchtbarkeit verringern und schließlich zum Zusammenbruch von Kolonien führen.
Wegen des Fehlens äußerer klinischen Anzeichen einer symptomfreien Hytrosavirus-Infektionen wird eine Hytrosavirus-Infektion bei Tsetsefliegen mithilfe eines einfachen und zuverlässigen zerstörungsfreien PCR-Tests diagnostiziert. Dies ermöglicht das Screening des Virus an einzelnen lebenden Fliegen.
Die Bekämpfung von Hytrosavirus-Infektionen bei Tsetsefliegen in Massenhaltung kann durch einen integrierten Ansatz wirksam bekämpft werden. Dieser sollte folgende Maßnahmen umfassen:
- ein „sauberes Fütterungssystem“ (englisch Clean Feeding System, CFS)
- strenge Hygiene
- regelmäßige und routinebasierte Überwachung von Virusinfektionen (s. o.) und erst recht vom Auftreten offener SGH-Symptome

Das CFS kann mit der Ergänzung von Blutmahlzeiten mit antiviralen Arzneimitteln wie Valaciclovir kombiniert werden, die in so geringen Dosen verabreicht werden, dass die DNA-Synthese der Fliege nicht beeinträchtigt wird.
Bei der Verabreichung wird das antivirale Arzneimittel durch die viral kodierte Thymidylatsynthase in aktive Metaboliten umgewandelt.
Diese blockieren anschließend die Virusreplikation, was zu einer Verringerung der Virustiter und der Abgabe von Viren führt.